# Deutschland 83
Deutschland 83 es una serie alemana de una temporada de duración, compuesta por 8 episodios, que se emitió originalmente en Sundance Channel en 2015. La serie trata sobre la vida de Martin Rauch (Jonas Nay), un guardia fronterizo de la República Democrática Alemana que es reclutado en 1983 por la HVA, el departamento de inteligencia exterior de la Stasi, para infiltrarse en la República Federal Alemana. Fue la primera serie de lengua alemana en emitirse en la televisión estadounidense. Asimismo, se ha emitido en Alemania por la RTL Television, en Irlanda por la RTÉ2 y Reino Unido en Channel 4.
En noviembre de 2015 fue renovada por una nueva temporada bajo el nombre de Deutschland 86.
La cabecera de su primera temporada fue la canción Major Tom (Coming Home) del artista alemán Peter Schilling, publicada en Estados Unidos en septiembre de 1983.

## Reparto y personajes
- Jonas Nay como Martin Rauch, un guarda fronterizo de la República Democrática Alemana, reclutado en 1983 por la HVA, el departamento de inteligencia exterior de la Stasi, con el objetivo de infiltrarse en la Bundeswehr, la Defensa Federal de Alemania Occidental, bajo el nombre en clave de Colibrí y hacer llegar información a sus superiores sobre las operaciones militares que la OTAN plantea en suelo alemán, en vista a un ataque preventivo de la Unión Soviética.
- Maria Schrader como Lenora, la tía de Martin, que trabaja en la HVA. La encargada de infiltrar a su sobrino en Alemania Occidental. Es parte de la misión permanente de la RDA en Bonn, donde trabaja como agregada cultural.
- Alexander Beyer como Tobias Tischbier, agente de la HVA que trabaja como profesor de la Universidad de Bonn de tapadera. Es el enlace en Alemania Occidental de Martin. Tischbier es homosexual y mantiene una corta relación con Alexander Edel.
- Ulrich Noethen como Generalmajor Wolfgang Edel, jefe de Martin en el Bundeswehr. El General Edel trabaja con los estadounidenses en el desarrollo de los misiles nucleares Pershing II.
- Sylvester Groth como Walter Schweppenstette, jefe de Lenora.
- Sonja Gerhardt como Annett Schneider, prometida de Martin que vive en Kleinmachnow, Alemania Oriental.[2]
- Ludwig Trepte como Alex Edel, hijo del General Edel y compañero de Martin.
- Lisa Tomaschewsky como Yvonne Edel, hija del General Edel, miembro del culto Bhagwan Shree Rajneesh y amante de Martin.
- Carina Wiese como Ingrid Rauch, madre de Martin.
- Godehard Giese como Teniente Coronel Karl Kramer, espía que ayuda a Martin.
- Errol Trotman Harewood como General Arnold Jackson, militar norteamericano.
- Michaela Caspar como señora Netz, secretaria del General Edel.
- Vladimir Burlakov como Thomas Posimski, amigo de Annett.
- Jens Albinus como Henrik Mayer, analista de la OTAN.
- Nikola Kastner como Linda Seiler, secretaria de Mayer y amante de Martin.

## Producción
Deutschland 83 fue creado por el equipo de marido y mujer de la novelista estadounidense Anna Winger y el productor de televisión alemán Joerg Winger. Fue producido por Joerg Winger, Nico Hofmann y Henriette Lippold. Anna Winger dijo que hicieron una extensa investigación con expertos que eran de ambos lados de Alemania. El historiador Klaas Voss, del Instituto de Investigación Social de Hamburgo, fue muy importante para proporcionar información histórica. Jonas Nay, quien interpretó a Martin, dijo que recibió asistencia técnica del asesor militar/experto de la OTAN, Steffen Meier.
La serie fue filmada en y alrededor de lugares en Berlín, Alemania. Un suburbio en el este de Berlín se utilizó para retratar el período de Alemania Oriental. Para algunas escenas, la sede de la Stasi (en alemán, el Ministerium für Staatssicherheit) se utilizó como ubicación y la producción pudo filmar en el Museo Stasi, que es el sitio real de la sede original. Sin embargo, la sede real del HVA estaba en Gosen, a unos 28 km al sureste de la torre de televisión de Berlín, a menos de 1 km al sureste de los límites de la ciudad de Berlín, y aproximadamente a 7,5 km al sur de la ciudad de Erkner. El búnker de respaldo para la sede del HVA también se encontraba allí.
Los directores Edward Berger y Samira Radsi usaron el mismo equipo, y a menudo las mismas ubicaciones, para filmar sus respectivos episodios. Un director se prepararía para filmar mientras el otro estaba filmando. Trabajaron en paralelo así durante todo el rodaje de la serie. Radsi dijo que sabía que el productor Winger trabajaba en el popular programa de televisión alemán SOKO Leipzig.
SundanceTV creó una estrategia de marketing digital que refleja el uso de ubicaciones en Alemania que debían recrear Alemania Oriental y Occidental a principios de los años ochenta. Como reflejo del intertítulo del programa, el equipo de marketing creó controles deslizantes que muestran las ubicaciones como estaban en contraste con el día actual. Los créditos iniciales fueron creados por Saskia Marka.

## Episodios
| Temporada | Temporada | Episodios | Estreno                                                        | Final                                                             | Audiencias medias (mill.) |
| --------- | --------- | --------- | -------------------------------------------------------------- | ----------------------------------------------------------------- | ------------------------- |
|           | 1         | 8         | 17 de junio de 2015 3 de enero de 2016 26 de noviembre de 2015 | 5 de agosto de 2015 14 de febrero de 2016 17 de diciembre de 2015 | 0,058 0,91 1,34           |

### Temporada 1: 2015
La serie comenzó a emitirse en los Estados Unidos el 17 de junio de 2015 en Sundance Channel, finalizando la primera temporada el 5 de agosto de ese mismo año. Pocos meses más tarde, entre noviembre y diciembre del 2015 se pudo ver en Alemania a través del canal RTL Television. Asimismo, fue estrenada en el Reino Unido a través de Channel 4, entre el 3 de enero y el 14 de febrero de 2016.En España se pudo seguir a través de Movistar+.
Los nombres de los episodios, según su creadora Anna Winger, corresponden a ejercicios militares que la OTAN realizó a lo largo de 1983, año en que transcurre la ficción.
| N.º | Título           | Director      | Guionista(s)               | Fecha de emisión                                                  | Audiencias      |
| --- | ---------------- | ------------- | -------------------------- | ----------------------------------------------------------------- | --------------- |
| 1   | «Salto cuántico» | Edward Berger | Anna Winger                | 17 de junio de 2015 3 de enero de 2016 26 de noviembre de 2015    | 0,066 2,13 3,19 |
| 2   | «Valiente»       | Edward Berger | Anna Winger Steve Bailie   | 24 de junio de 2015 10 de enero de 2016 26 de noviembre de 2015   | 0,074 1,54 2,86 |
| 3   | «León atlántico» | Edward Berger | Anna Winger                | 1 de julio de 2015 17 de enero de 2016 26 de noviembre de 2015    | 0,077 1,35 2,05 |
| 4   | «Boda del norte» | Edward Berger | Anna Winger Andrea Willson | 8 de julio de 2015 24 de enero de 2016 3 de diciembre de 2015     | 0,1 1,24 1,96   |
| 5   | «Fuego frío»     | Edward Berger | Anna Winger                | 15 de julio de 2015 31 de enero de 2016 10 de diciembre de 2015   | 0,143 1,15 1,69 |
| 6   | «Brandy Station» | Edward Berger | Anna Winger Ralph Martin   | 22 de julio de 2015 7 de febrero de 2016 10 de diciembre de 2015  | 0,082 1,29 1,67 |
| 7   | «Guardia audaz»  | Edward Berger | Anna Winger Georg Hartmann | 29 de julio de 2015 14 de febrero de 2016 17 de diciembre de 2015 | 0,072 1,33 1,72 |
| 8   | «Arquero capaz»  | Edward Berger | Anna Winger                | 5 de agosto de 2015 14 de febrero de 2016 17 de diciembre de 2015 | 0,107 1,33 1,63 |

## Recepción
Deutschland 83 se encontró con excelentes críticas y recibió un Premio Peabody 2015. Rotten Tomatoes da al programa un puntaje del 100% con una calificación promedio de 8.2/10, muestreada de 22 revisiones. El consenso dice: «Un drama fascinante con una divertida banda sonora de los 80, Deutschland 83 narra una intensa historia de espías que acerca a los espectadores al Telón de Acero incómodamente». En Metacritic, tiene una puntuación de 79 de 100, basado en revisiones de 11 críticos, indicando «revisiones generalmente favorables».
Los dos primeros episodios de Deutschland 83 se estrenaron en la Berlinale 2015 con críticas muy positivas. En su estreno en la televisión estadounidense, también recibió críticas positivas, con mención de su humor y la descripción exitosa de un thriller de la Guerra Fría, con comparaciones favorables con el programa estadounidense The Americans. Muchos críticos lo calificaron como el mejor programa del verano de 2015.
En un artículo escrito en The New Yorker, Emily Nussbaum calificó el programa como un thriller espléndido y furtivo, alabando su recreación de la Alemania de 1983 como «casi tan estéticamente ambiciosa» como Mad Men. Ella cuestionó la credibilidad de la trama cuando el personaje de Martin aterrizó repetidamente, como Zelig, «en el centro de los acontecimientos históricos mundiales», pero no consideró que esto fuera un «factor decisivo». En una revisión mixta, The New York Times comparó la serie con los programas de la cadena The CW, dado que se enfoca en un joven adulto que lucha con ser «el único destello de cordura en un mundo que se volvió loco».
Clemens Poellinger, del periódico sueco Svenska Dagbladet, otorgó a la serie una calificación de 5/6. Elogia la «excelencia en el tiempo, el entorno fiel y los detalles», pero también señala las similitudes con la serie Weissensee.
Philip Oltermann de The Guardian elogió la idea de ver la Guerra Fría desde la perspectiva de Alemania Oriental, pero escribió que el espectáculo, en lugar de aprovechar su «premisa radical», «retrocede en el estereotipo» al retratar a los oficiales de Alemania Oriental como «ideólogos crueles» y el movimiento pacifista alemán occidental como «infiltrado no solo por agentes soviéticos, sino por agentes soviéticos homosexuales».